# Thury-Harcourt
Thury-Harcourt je naselje in občina v severozahodnem francoskem departmaju Calvados regije Spodnje Normandije. Leta 2011 je naselje imelo 2.032 prebivalcev.

## Geografija
Kraj se nahaja v pokrajini Normandiji ob reki Orne, 14 km južno od središča regije Caena.

## Uprava
Thury-Harcourt je sedež istoimenskega kantona, v katerega so poleg njegove vključene še občine Acqueville, Angoville, Le Bô, Caumont-sur-Orne, Cauville, Cesny-Bois-Halbout, Clécy, Combray, Cossesseville, Croisilles, Culey-le-Patry, Donnay, Espins, Esson, Martainville, Meslay, Placy, La Pommeraye, Saint-Denis-de-Méré, Saint-Lambert, Saint-Omer, Saint-Rémy, Tournebu, Le Vey in La Villette z 10.038 prebivalci.
Kanton Thury-Harcourt je sestavni del okrožja Caen.

## Zgodovina
Kraj se je prvotno imenoval Thury, po povišanju markizata Thury v vojvodstvo v korist francoskega maršala vojvoda d'Harcourta (1654-1718) pa se je leta 1709 preimenoval v Thury-Harcourt.
V 17. stoletju se je v Kanado izselilo več družin vključno z župnikom Lesueurom, ki je v Quebecu ustanovil župnijo Saint-Sauveur, in generalom flote za Novo Francijo Pierrom Legardeurom, ki je poimenoval mesti Le Gardeur in Repentigny.
V času zavezniškega izkrcanja med drugo svetovno vojno avgusta 1944 je bilo tri četrtine mesta uničenega.

## Zanimivosti
- dvorec Château de Thury-Harcourt s parkom in vrtovi, zgrajen v 17. stoletju na mestu nekdanjega srednjeveškega gradu, povečan v prvi polovici 18. stoletja,
- romanska cerkev presvetega Odrešenika iz 12. stoletja, močno poškodovana med zavezniškim bombardiranjem v času druge svetovne vojne, obnovljena po vojni,
- vasica Saint-Benin z lokalno cerkvijo iz 16. do 18. stoletja, leta 1858 vključena v občino Thury-Harcourt,